# Umbridae
Famille
Les Umbridae forment une famille de poissons à nageoires rayonnées, qui peuplent les environnements d'eau douce dans les régions tempérées de l'hémisphère nord. Ce sont généralement de petits poissons, avec les plus grandes espèces qui atteignent 33 centimètres de long, mais la plupart mesurant moins de la moitié.

## Liste des genres et espèces
- genre Dallia Bean, 1880
  - Dallia admirabilis
  - Dallia delicatissima
  - Dallia pectoralis
- genre Novumbra Schultz, 1929
  - Novumbra hubbsi
- genre Umbra Kramer in Scopoli, 1777
  - Umbra krameri
  - Umbra limi
  - Umbra pygmae
  - † Umbra prochazkai